# Этолин, Александр Адольфович
Александр Адольфович Этолин (швед. Alexander Etholén, 1841—1901) — офицер Российского императорского флота, участник экспедиции русского флота к берегам Северной Америки в 1863 году, исследователь вод Тихого океана, участник манзовской войны.

## Биография
Александр Адольфович родился в 1841 году в Ново-Архангельске (ныне Ситка) в семье главного правителя Русско-Американской компании (РАК), будущего контр-адмирала Адольфа Карловича и Маргареты Хедвиг Юханны Сундвалль. Часть детства провёл в Ново-Архангельске.

## Служба
В 1857 году определён юнкером в 8-й флотский экипаж.
В 1861 году в чине мичмана на корвете «Богатырь» под командованием капитана 2-го ранга П. А. Чебышёва отправился на Дальний Восток России.
В 1863 году также на корвете «Богатырь» уже под командованием капитан-лейтенанта К. Г. Скрыплёва участвовал в экспедиции русского флота к берегам Северной Америки в составе эскадры контр-адмирала А. А. Попова. Во время пребывания в Сан-Франциско, А. А. Этолин сдружился с кадетом Степаном Макаровым, оба офицера брали частные уроки английского языка у Кэйт Сэфридж, молодой дочери командира американской военно-морской базы Мэр-Айленд. Оба молодых человека прониклись любовью к своей учительнице, и после отбытия писали ей романтические письма из России.
Прибыв во Владивосток, Александр Адольфович был назначен командиром шхуны «Алеут» 16 июля 1866 года. Со шхуной побывал в империи Цин и Японии, а также выполнял рейсы между вновь образованными постами на побережье Тихого океана.
С открытием навигации 1867 года лейтенант Александр Адольфович отправился на «Алеуте» с партией К. С. Старицкого для исследований к южным гаваням Приморья и в Николаевск (ныне Николаевск-на-Амуре). В ходе исследования левого берега Амурского залива, Александр Адольфович нашёл уголь хорошего качества вблизи почтового поста Речной (ныне Тавричанка). Возвращаясь из Николаевска во Владивосток, 3 сентября шхуна подошла к острову Аскольд, где были обнаружены хунхузы, промывавшие золото. На берег со шхуны было высажено 15 матросов, которые обнаружили до 500 китайских старателей. По требованию А. А. Этолина у хунхузов было конфисковано около 5 фунтов (примерно 2,25 кг) золота.
19 апреля 1868 года Александр Адольфович вновь привёл «Алеут» к Аскольду, где опять были обнаружены незаконные старатели под предводительством манза Ли Гуя. Для пресечения их деятельности, А. А. Этолин возглавил отряд из 20 человек и отправился к берегу на трёх шлюпках. Но по высадившимся морякам был открыт огонь из засады, при этом было убито трое матросов, а подпоручик Петрович, врач Кюзель и восемь нижних чинов получили ранения разной степени тяжести. Далее, вернувшись на шхуну, А. А. Этолин организовал на острове охранный пост «Стрелецкий» под начальством артиллерии поручика Н. Н. Каблукова, блокаду острова и крейсеровал между Аскольдом, Путятином и мысом Майделя. В ночь на 26 апреля, под покровом тумана на остров прибыло около 1000 хунхузов атаковавших пост «Стрелецкий», при этом был убит караульный, и пленён постовой фельдшер, после чего сам пост был сожжён. Утром А. А. Этолин снял всех выживших и ушёл во Владивосток за подкреплением и на доклад начальнику поста Владивосток майору А. А. Горяинову. Так как А. А. Горяинов затягивал с распоряжениями касательно хунхузов, что привело к сожжению деревни Шкотовка, подполковник Я. В. Дьяченко назначил А. А. Этолина временно исполнять должность начальника Владивостокского поста (начальник всех морских и сухопутных сил во Владивостоке) вместо Горяинова, параллельно совмещая должность командира шхуны «Алеут». После назначения, Александр Адольфович организовал оборону Владивостока на трёх прилегающих к посту высотах под командованием штабс-капитана Буяковича, и 1 мая на шхуне доставил отряд Я. В. Дьяченко к острову и вернулся во Владивосток для отражения возможной атаки. 7 июня А. А. Этолин получил распоряжение от военного губернатора Приморской области И. В. Фуругельма относительно мер против манз: «Первое: манз, взятых с оружием в руках, манз участвующих или подозрительных в мятеже, отправлять под конвоем в приморский пункт, где особая комиссия будет разбирать степень их виновности и виновных передавать китайским властям. Второе: мирных манз не трогать и оставлять в фанзах впредь до особых распоряжений». Организованные обыски у манз выявили незаконное оружие, взрывчатые фейерверки, два пуда свинца, штуцер и золото. Вскоре подошедшие отряды хунхузов к Владивостоку встретили сопротивление, и стали уходить по реке Даубихе, но их перехватил отряд подполковника Маркова.

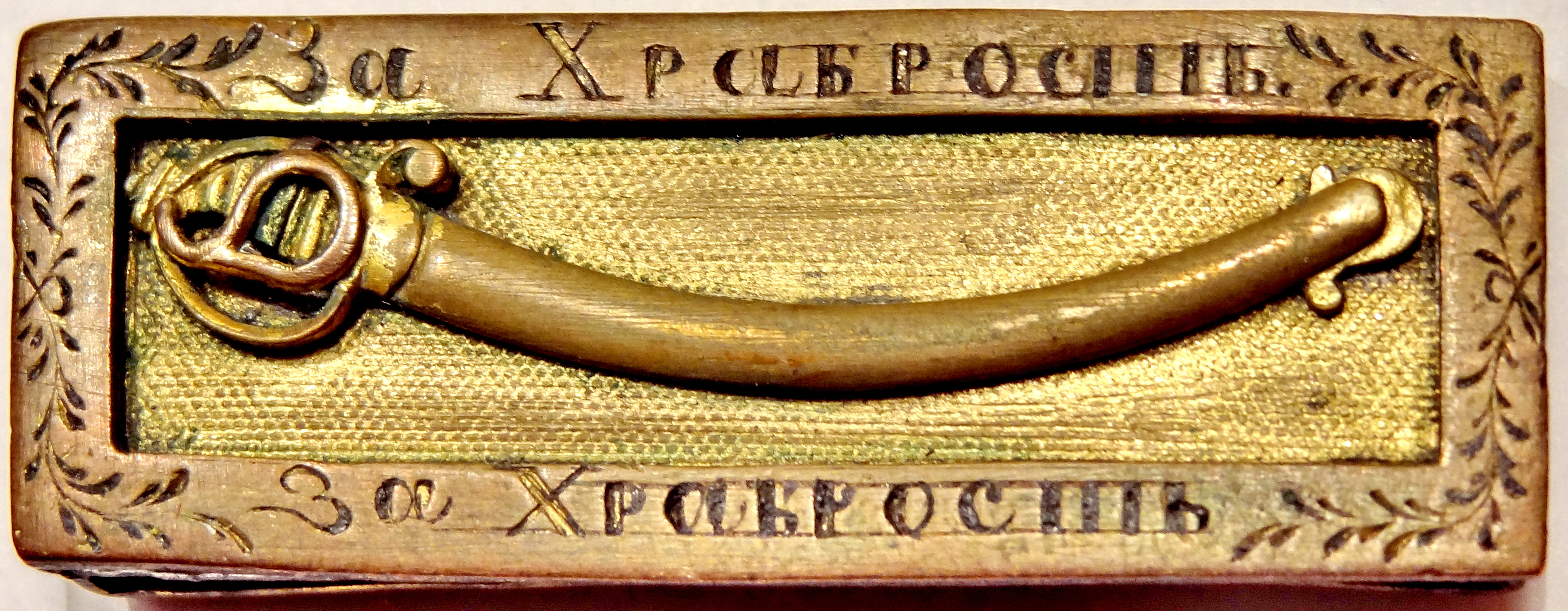
Нагрудный фрачный знак к Золотому оружию

Также в 1868 году, в июле месяце, А. А. Этолин исполняя должность командира поста Владивосток подписал прошение об утверждении факта покупки участка земли у китайца Ли Тин Сина купцом I гильдии Г. И. Кунстом, позже на этом месте был построен торговый дом Кунста и Альберса. 5 августа А. А. Этолин был утверждён на постоянную должность командира поста Владивосток (в современном понимании глава городской администрации), а шхуну передал под командование лейтенанта В. М. Лаврова. За свои действия лейтенант А. А. Этолин был награждён золотым оружием «За храбрость», орденом Святого Владимира IV степени и произведён в очередное звание. В последующем, боевые действия против хунхузов в истории стали называться манзовская война.
В 1871 году А. А. Этолин был переведён на Балтику, куда вызвал свою возлюбленную из Америки Кэти Сэфридж. Александр и Кэйт сыграли свадьбу 22 февраля 1872 года в Джорджтауне, после чего вернулись в Россию.
В конце 1873 года капитан-лейтенант Александр Адольфович Этолин и купец Густав Густавович Тальквист организовали специальное Товарищество на вере, и в декабре стали подрядчиками на строительство конно-железной дороги в Казани. В 1875 году данная дорога соединила пристани с городом, также ими была запущена конно-железная линия по центральным улицам города (Проломной, Воскресенской и т.д.).
После вновь вернулся во Владивосток, где пробыл до 1880 года. Высочайшим приказом по морскому ведомству №1247 от 4 (16) июня 1877 года уволен от службы «по домашним обстоятельствам» с производством в чин капитана 1-го ранга.
Александр Адольфович умер в 1901 году, его жена Кейт пережила своего супруга на 24 года и умерла 2 марта 1925 года в родовом имении Этолиных в Гельсингфорсе (ныне Хельсинки).